# ميرزا هاشم خان الغفاري

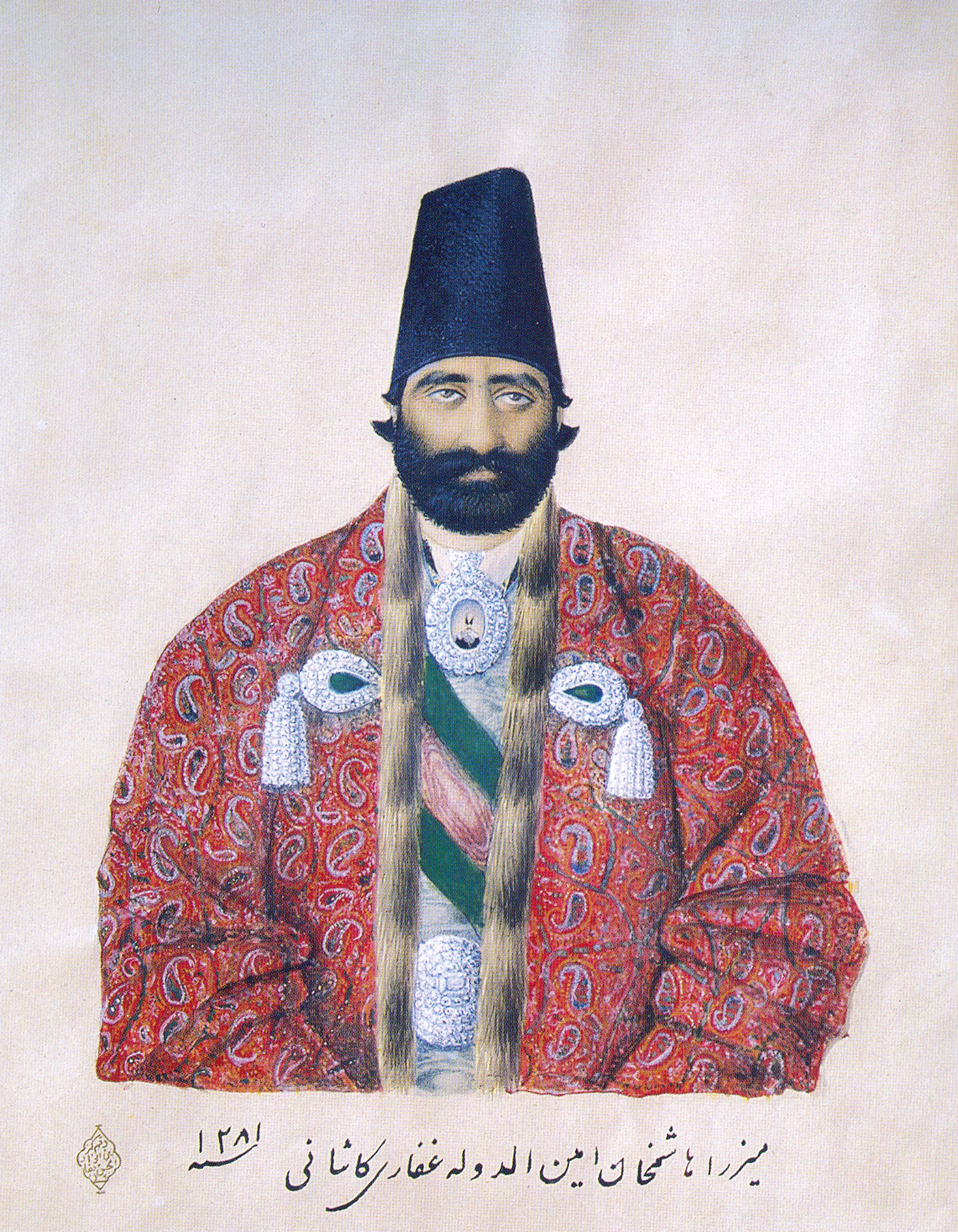
صورة لميرزا هاشم خان رسمها قريبه أبو الحسن صانع الملك

ميرزا هاشم خان الغفاري (الفارسية: میرزا هاشم خان غفاری) كان مسؤولًا إيرانيًّا من عائلة الغفاري. حتى عام 1861/1862 م، كان مسؤولًا عن إدارة الأموال الخاصة لناصر الدين شاه قاجار (حكم 1848 - 1896 م). عُين بعد ذلك في عدة مناصب؛ أمين الخلوة، وهو الوصي على الممتلكات الشخصية للشاه، وهو لقب ومنصب أُنشئ حديثًا وظل حصريًا لعائلة الغفاري؛ ورئيس موظفي المحكمة؛ وقائد الفرسان الملكيين؛ وعميد أسرة الشاه. في عام 1871، مُنح مقعد في الجمعية الاستشارية الحكومية لميرزا هاشم خان. وفي وقت لاحق من ذلك العام، وبعد وفاة شقيق ميرزا هاشم خان، فاروخ خان [الإنجليزية]
، في أيار، عيّنه ناصر الدين شاه وزير حضور ومنحه لقب شقيقه أمين الدولة.
توفي ميرزا هاشم خان سنة 1877م ودُفن في مدينة قم. كان لديه ولدان خدما أيضًا في الإدارة، محمد خان إقبال الدولة وغلام حسين خان الغفاري.